# Йовко Термянен
Йовко Термянен (фін. Jouko Törmänen; 10 квітня 1954 - 3 січня 2015) - фінський стрибун з трампліну, який виступав у 1970-х - початку 1980 років.
Його найпомітнішим досягненням стала перемога на Зимових олімпійських іграх у 1980 році в Лейк-Плесіді, де він виграв золоту медаль у стрибках із великого трампліну.

## Кар'єра
Дебютував на міжнародному рівні на етапі Турніру чотирьох пагорбів в Інсбруку 6 січня 1968 року. У Кубку світу він дебютував 30 грудня 1979 року в Оберстдорфі (41 місце), отримав свій перший подіум 8 березня 1980 року в Лахті (3 місце) і єдину перемогу наступного 11 березня у Фалуні.
За свою кар'єру він взяв участь у двох зимових Олімпійських іграх, Інсбрук 1976 (14-е місце у стрибках на звичайному батуті, 10-те у стрибках на довгому батуті) та Лейк-Плесіді 1980 (8-е місце у стрибках на звичайному батуті, 1-е у стрибках на довгому батуті) і трьох чемпіонатах світу (5-е місце). у стрибках на довгому батуті у Фалунь 1974 найкраще місце). Він також взяв участь в експериментальних командних змаганнях на Чемпіонаті світу в Лахті 1978 року, в якому фінський квартет — також у складі Ярі Пуйкконена, Пентті Кокконена і Тапіо Райсянена — посів друге місце.

## Кубок світу
| Season  | Overall | 4H |
| ------- | ------- | -- |
| 1979/80 | 19      | 19 |
| 1980/81 | 36      | 38 |
| 1981/82 | —       | 51 |